# Алтбах
Алтбах (њем. Altbach) општина је у њемачкој савезној држави Баден-Виртемберг. Једно је од 44 општинска средишта округа Еслинген. Према процјени из 2010. у општини је живјело 5.833 становника. Посједује регионалну шифру (AGS) 8116004.

## Географија
Алтбах се налази у савезној држави Баден-Виртемберг у округу Еслинген. Општина се налази на надморској висини од 247 метара. Површина општине износи 3,4 km².

## Становништво
У самом мјесту је, према процјени из 2010. године, живјело 5.833 становника. Просјечна густина становништва износи 1.741 становника/km².